# Ye Debub Biheroch Bihereseboch na Hizboch

Ye Debub Biheroch Bihereseboch na Hizbochs läge i Etiopien.

Regionens flagga.

Ye Debub Biheroch Bihereseboch na Hizboch (amhariska: ደቡብ ብሔሮች ብሔረሰቦችና ሕዝቦች ክልል, ”De södra nationernas, nationaliteternas och folkens region”) var en av Etiopiens administrativa regioner (kililoch) 1996–2023. Regionen bildades 1996 när den nya, etniskt baserade federala indelningen av landet infördes. Regionhuvudstad var Awasa. Andra större städer inom regionen var bland annat Arba Minch, Dila, Hosaena och Sodo. Regionen hade en befolkning på 15 042 531 invånare vid folkräkningen 2007, på en yta av 112 343 km². Regionen låg i södra Etiopien, och gränsade till den omstridda Ilemitriangeln. 
Regionen delades genom folkomröstningar upp i fyra mindre regioner under åren 2020–2023 och upplöstes slutligen den 19 augusti 2023. Dessa fyra regioner är Sidama (bildad 18 juni 2020), Sydvästetiopiska folkens region (SWEPR, bildad 23 november 2021) och Centrala Etiopien (bildad 19 augusti 2023) samt Södra Etiopien (bildad 19 augusti 2023).

## Administrativ indelning
Regionen var indelad i tretton zoner, åtta speciella distrikt (som har visst autonomt styre) samt en stad.

### Zoner
- Bench Maji
- Dawro
- Debub Omo
- Gamo Gofa
- Gedeo
- Gurage
- Hadiya
- Keffa
- Kembata Tembaro
- Sheka
- Sidama
- Silti
- Wolayita

### Speciella distrikt
- Alaba
- Amaro
- Basketo
- Burji
- Derashe
- Konso
- Konta
- Yem

### Stad
- Hawassa (Awasa)

## Demografi
Ye Debub Biheroch Bihereseboch na Hizboch omfattade de traditionella hemländerna för en stor mängd etniska grupper, som i den etniskt baserade regionuppdelningen 1996 i denna region sammanfördes under ett paraply. 
De största språken i regionen var vid folkräkningen 2007 sidamigna (18 procent), guragigna (14,72 procent), welayta (11,53 procent), hadiyigna (8,53 procent), keffigna (5,22 procent) och kembatigna (4,35 procent). Amhariska var dock det enda officiella språket. 
De största folkgrupperna i regionen var vid folkräkningen 2007 sidama (19,34 procent), welaita (10,71 procent), hadiya (8,02 procent), gurage (7,52 procent) och gamo (6,96 procent).
De största religionerna i regionen var vid folkräkningen 2007 protestantism (55,48 procent), ortodox kristendom (19,91 procent), islam (14,09 procent) och traditionella religioner (6,60 procent).
Urbaniseringsgraden låg på 10,28 procent år 2007.